# María Such
María Such Palomares (Valência, Comunidade Valenciana, Espanha, 23 de junho de 1990) é uma política, advogada e politóloga espanhola. É militante do Partido Socialista Operário Espanhol. Actualmente é a Secretária Geral de Juventudes Socialistas da Ribera do Júcar e depois de ter-se apresentado nas listas às Eleições gerais de 2015, tem conseguido uma cadeira e tem sido a deputada mais jovem do Congresso dos Deputados nessa legislatura.